# Лугер (пиштољ)
Парабелум М08, познатији као Лугер, немачки полуаутоматски пиштољ са почетка 20. века. Масовно је коришћен као службено ору̟жје немачке војске у Првом и Другом светском рату.

## Карактеристике
Немачки полуаутоматски пиштољ Парабелум М08 конструисан је 1908. године. Радио је на принципу кратког трзања цеви. Укупне масе око 890 г и калибра 9 мм, пунио се оквиром са 8 метака. Почетна брзина метка износила је око 330 м/с.

## Историја
Пиштољ Лугер - заправо усавршена верзија старијег пиштоља Борхарт М1893 коју је конструисао Георг Лугер, појавио се крајем 19. века. Нешто усавршена верзија, Лугер Парабелум М1908 (П08), ушла је у производњу 1908. и одмах је усвојена од немачке војске, која је тражила службени полуаутоматски пиштољ како би заменила дотадашње револвере. Многе мање државе следиле су пример Немачке и купиле велики број ових пиштоља за своје војске, који су тако постали познати широм света. Након Првог светског рата производњу је преузео Маузер. Немачка војска је 1938. усвојила Валтер П38, али је Лугер остао у производњи све до 1943.